# Малая Октябрьская улица (Ярославль)
Ма́лая Октя́брьская у́лица (бывшая Малая Рождественская улица) — улица в центральной части города Ярославля. Лежит между улицей Володарского на западе и Вольной улицей на востоке.

## История
Улица была проложена при перестройке города по регулярному плану 1778 года и получила название Малая Рождественская по проходившей параллельно Большой Рождественской улице. Она начиналась от Пошехонской улицы и заканчивалась у Городского вала.
В начале XX века улица была застроена частными жилыми домами. В 1918 году в результате артиллерийского обстрела города Красной армией большая часть домов была сожжена.
В 1924 году коммунисты переименовали Малую Рождественскую улицу в Малую Пролетарскую. В 1920-30-х года улицу застраивали деревянными бараками, с западной стороны её продлили на Всполье, с восточной — до Вольной улицы.
В 1970-х годах при строительстве в этой местности хрущёвок и брежневок большая часть улицы была застроена, сохранился лишь небольшой проезд между улицами Володарского и Вольной. В настоящее время к улице привязан адрес только одного дома.

## Здания и сооружения
- № 6 — ФГУП «Русские ремесла»